# Alpinia purpurata
Espèce
Classification phylogénétique
Alpinia purpurata  est une espèce de plantes à fleurs du genre Alpinia de la famille des Zingiberaceae, originaire de Papouasie-Nouvelle-Guinée, de Nouvelle-Calédonie, des Îles Salomon et de Vanuatu.
C'est une plante herbacée vivace ornementale connue sous les noms de gingembre rouge, alpine ou galanga  à La Réunion et de lavande rouge ou lavande rose aux Antilles françaises. Elle est appelée opuhi à Tahiti
En 1904, Karl Moritz Schumann, botaniste allemand, en fait la description en latin dans le journal botanique Das Pflanzenreich édité par le botaniste allemand « Adolf Engler ».  Volume IV. 46, Cahier (Heft) 20 de 1904, page 323.

## Description

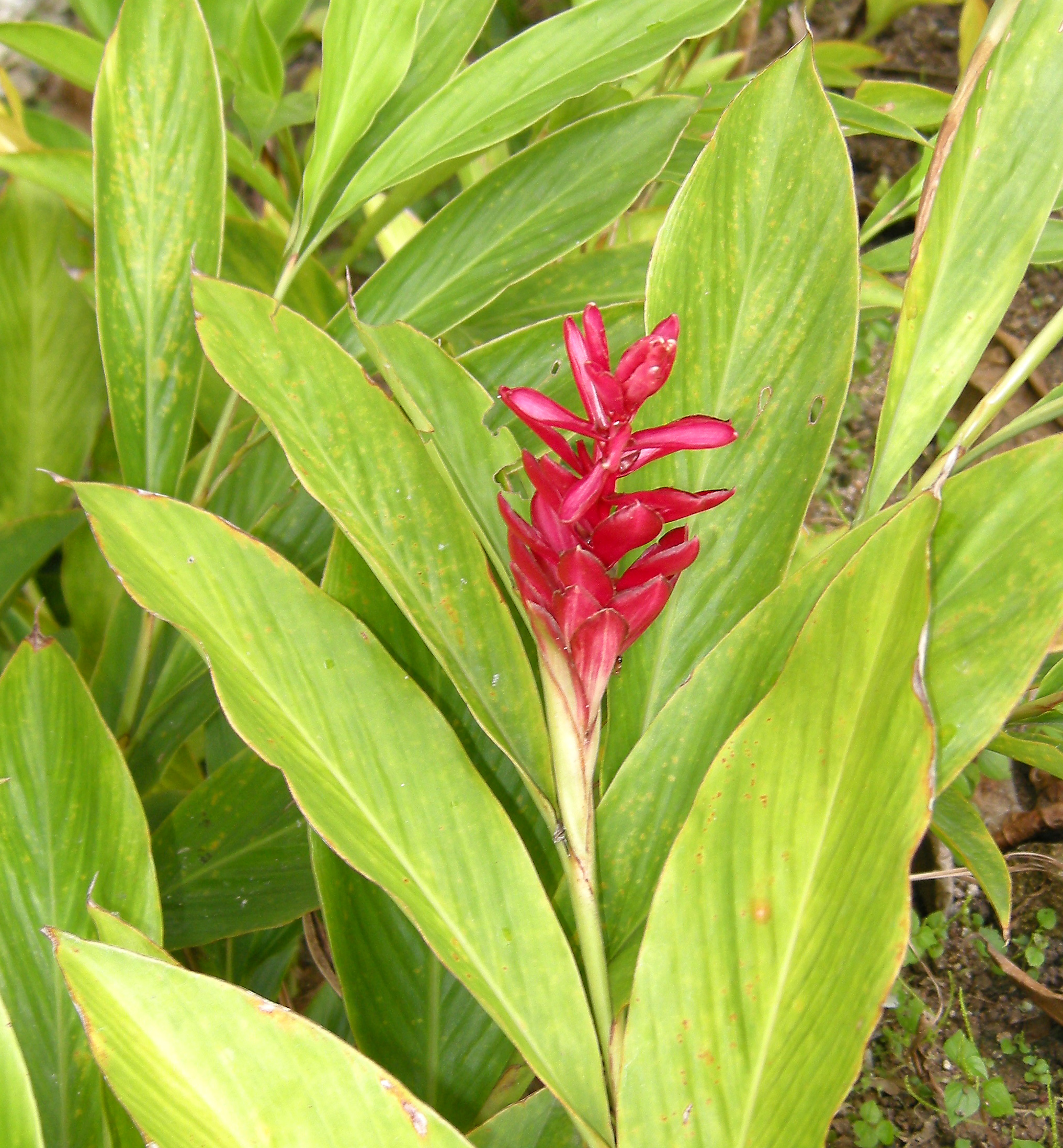
Gingembre rouge, parc national de Khao Yai, Thaïlande

L'Alpinia purpurata est une plante herbacée vivace de 2 à 3 m de hauteur, à long rhizome duquel émergent de grandes tiges feuillées, érigées.
Les feuilles alternes, brièvement pétiolées, sont oblongues-linéaires et font 30-50 de long sur 5-10 cm de large, avec un apex aigu.
L'inflorescence remarquable par sa couleur rouge vif se dresse à l'extrémité de la tige. Elle comporte des bractées cartilagineuses de 3-4 cm, rouges ou roses, persistant longtemps. 
Les fleurs blanches souvent avortées en culture, peu visibles à l'intérieur des bractées, comportent une corolle de 3 cm.
Le fruit est une capsule, rarement formée en culture.

## Écologie
La plante est originaire de Papouasie-Nouvelle-Guinée, de Nouvelle-Calédonie, des Îles Salomon et de Vanuatu.
Elle est largement cultivée dans les régions tropicales et subtropicales où elle s'est naturalisée en certains endroits (comme à Hawaï).
Elle fait l'objet d'un commerce en plante coupée. En 2005, Hawaï en a exporté pour une valeur totale de 680 000 US$

## Culture
L'alpinia purpurata apprécie les sols riches, humides, en situation mi-ombragée.

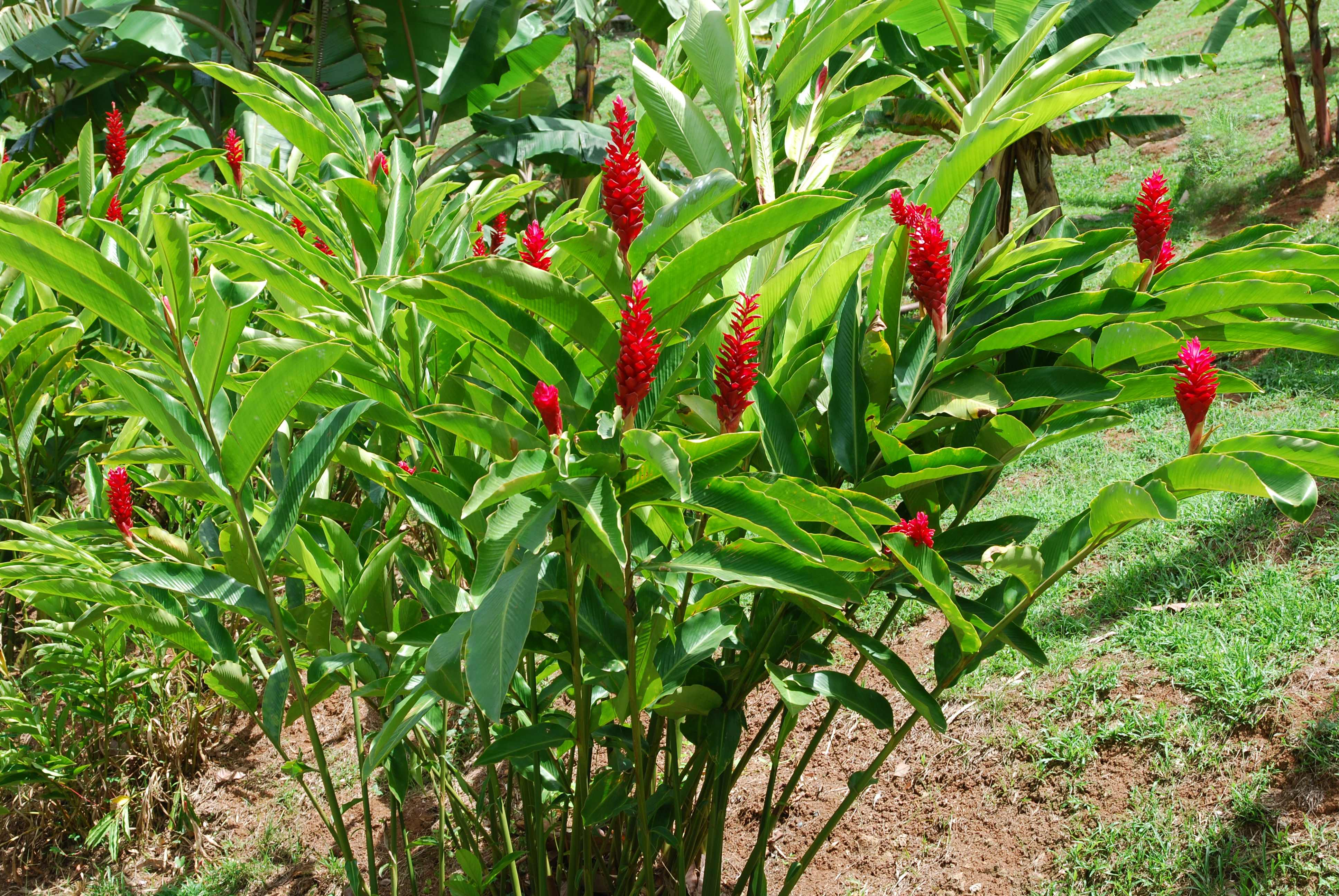
Touffe
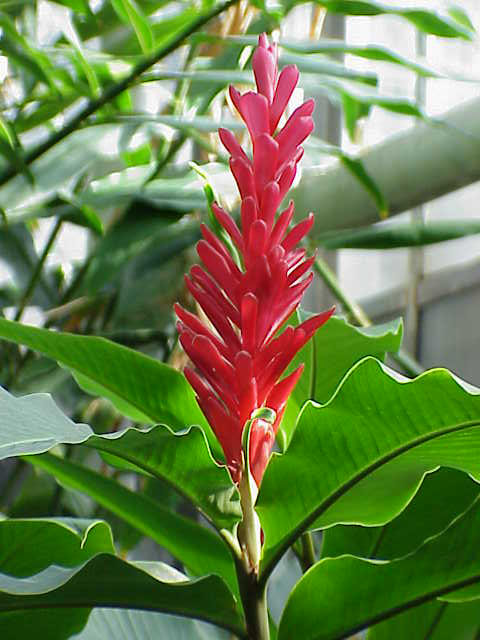
Inflorescence
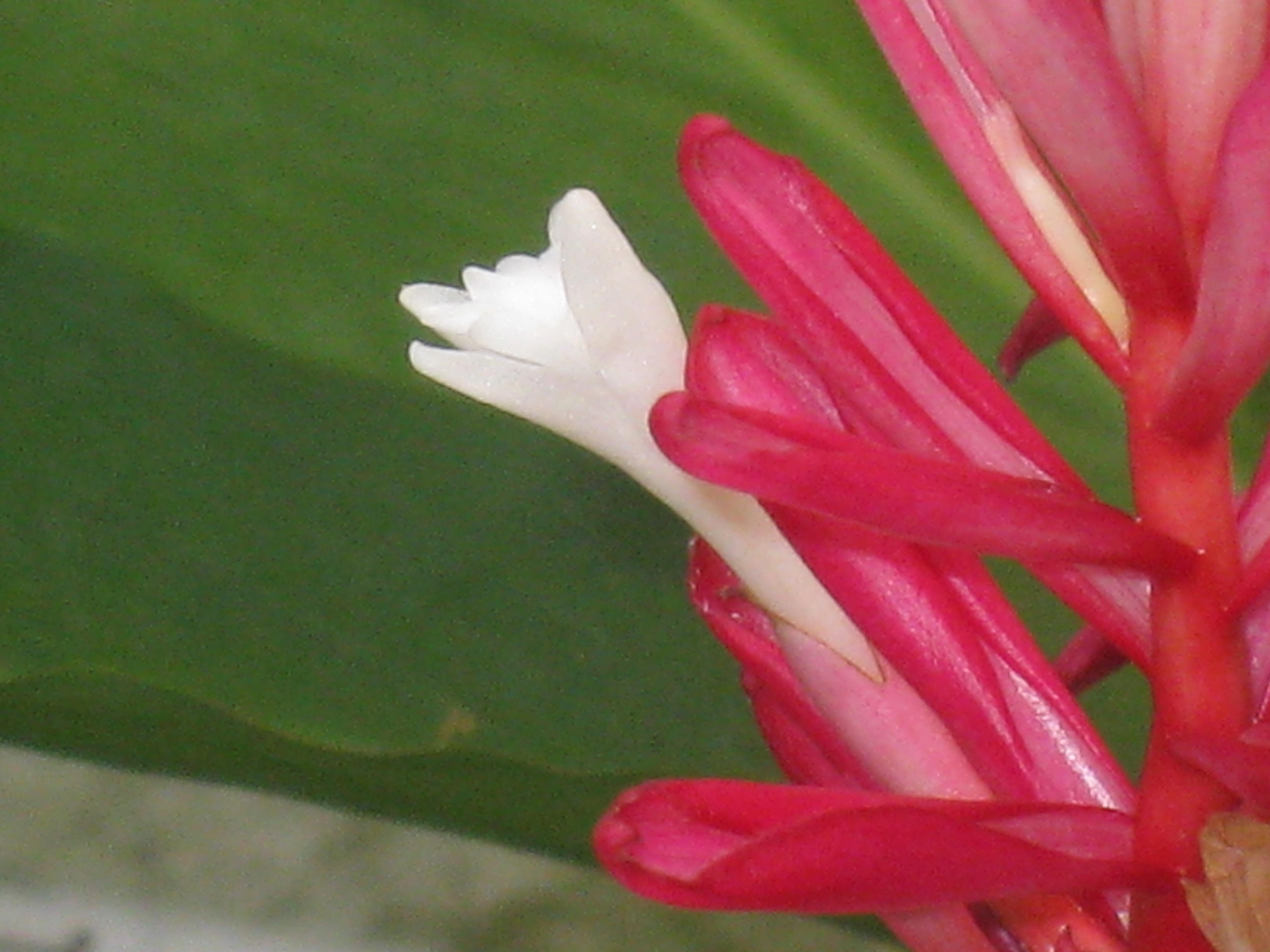
Fleur
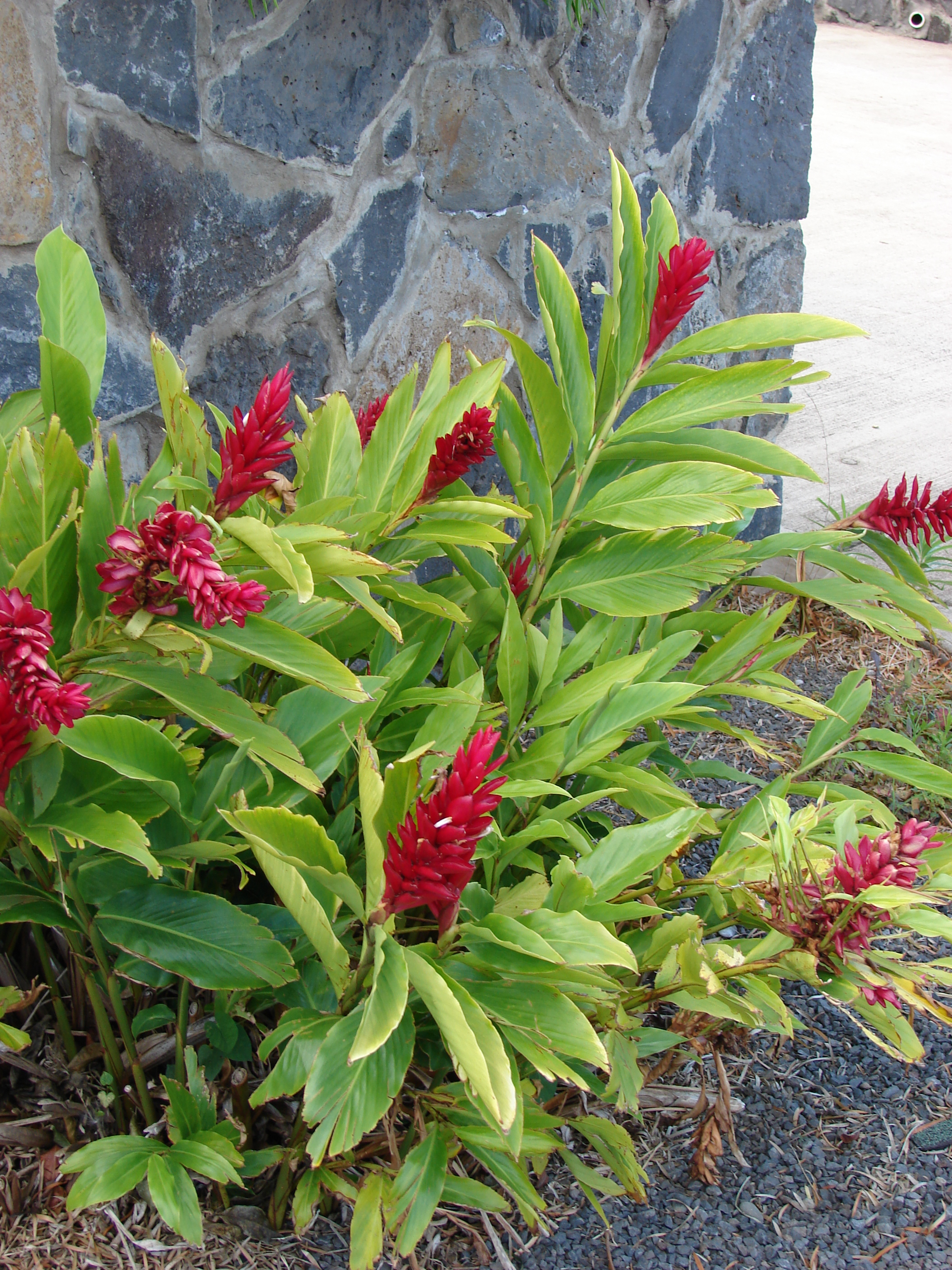
Alpinia purpurata
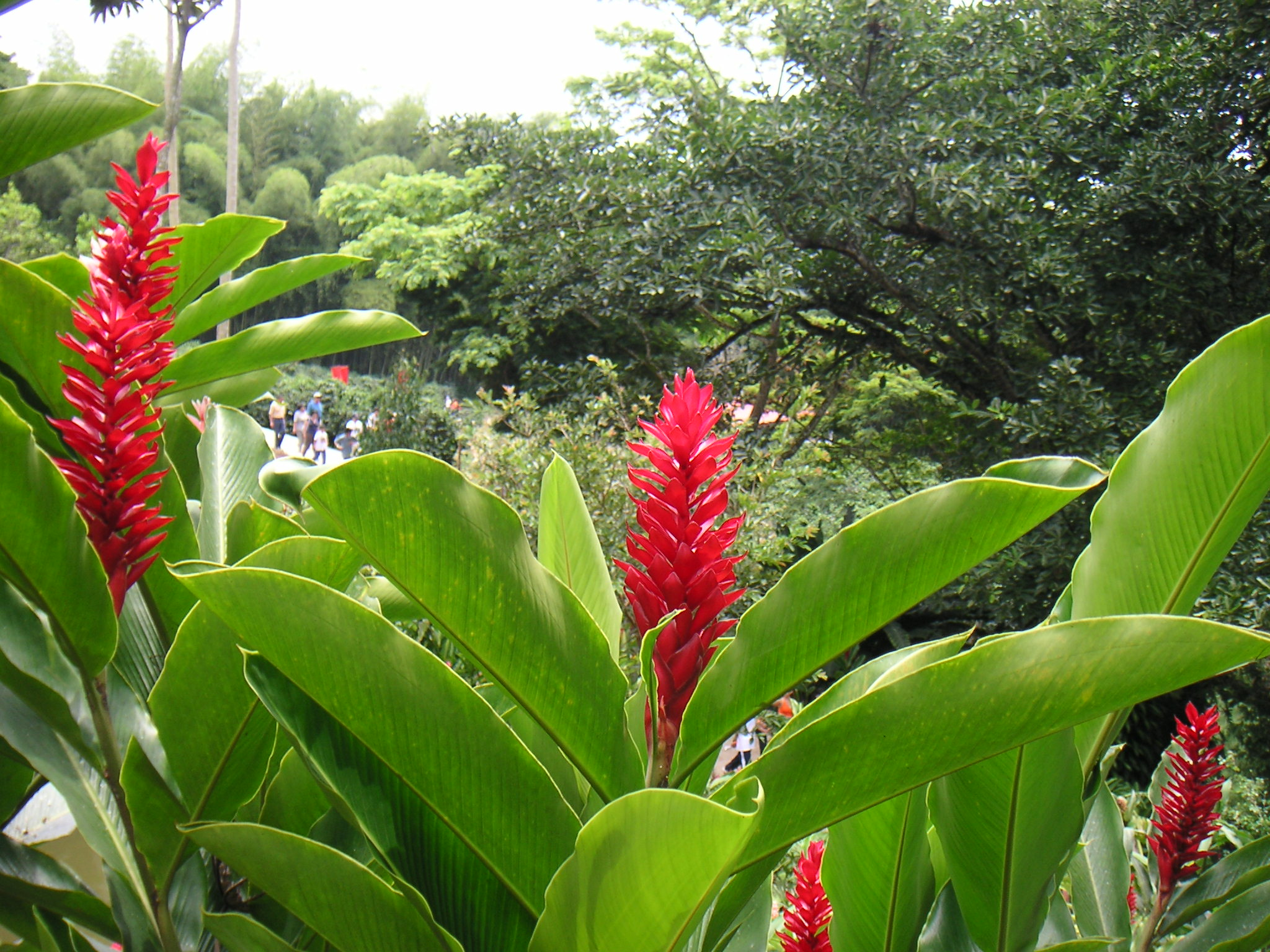
Touffe de Alpinia purpurata,
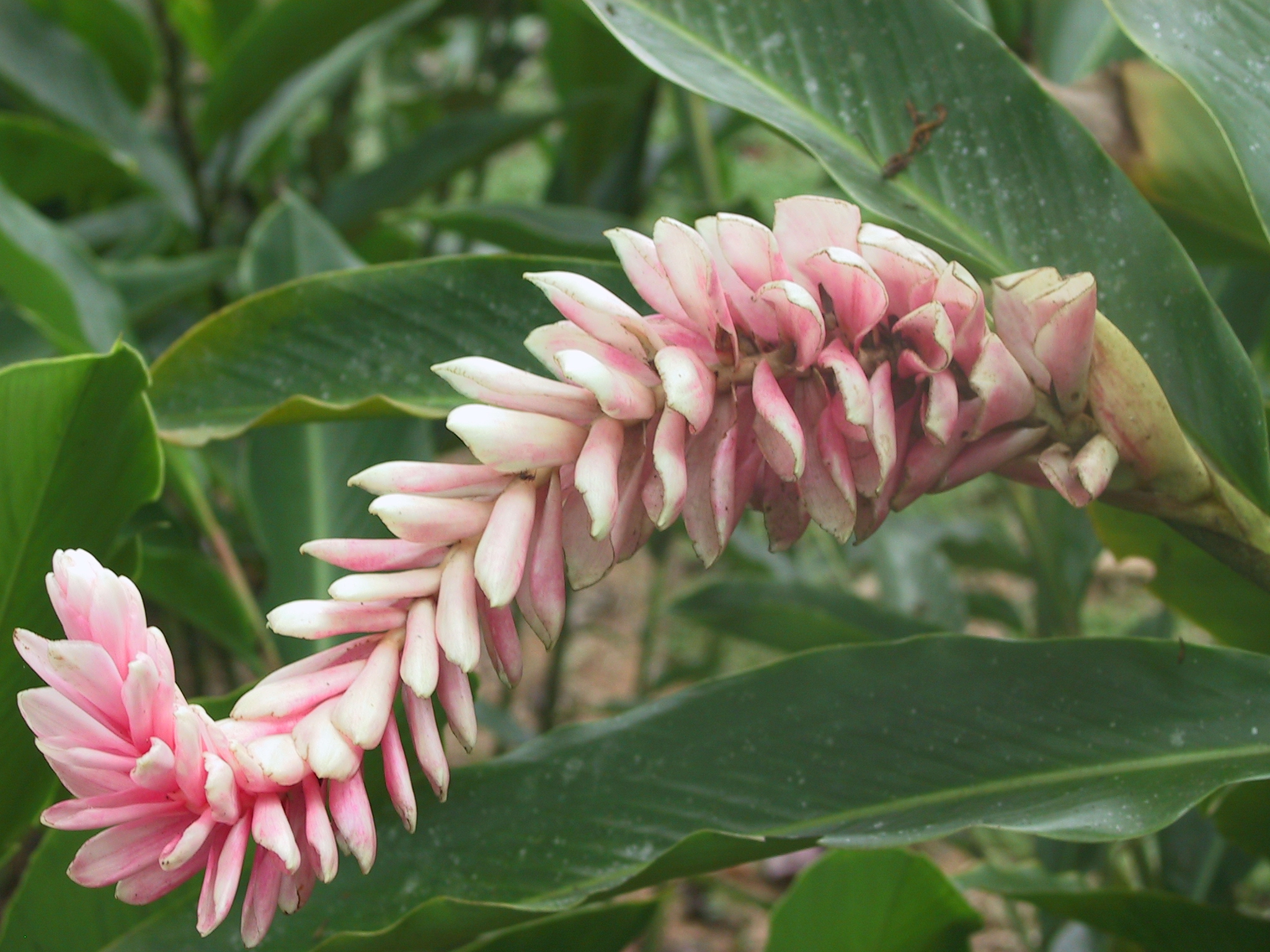
Alpinia purpurata, Forme rose
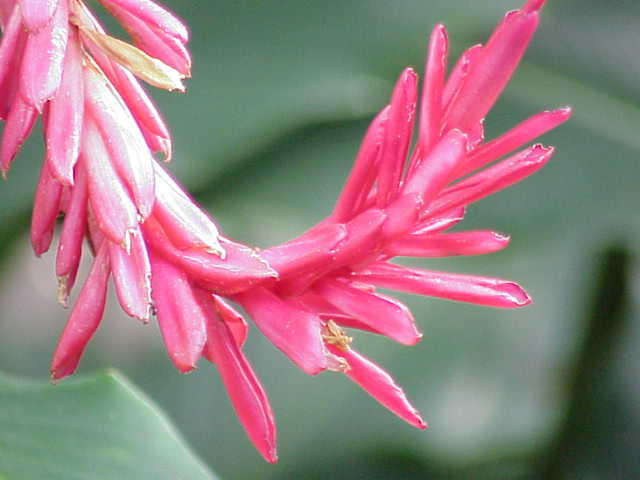
Inflorescence

## Synonymes
- Alpinia grandis K.Schum., Notizbl. (1898)
- Alpinia purpurata var. albobracteata K.Schum.(1904)
- Alpinia purpurata var. anomala Gagnep., (1935)
- Alpinia purpurata var. grandis (K.Schum.) K.Schum. (1904)